# Porsche 997
Porsche 997 je sportovní automobil, vyráběný automobilkou Porsche. Je to šestá verze vozidla Porsche 911. Od začátku roku 2005 se začaly prodávat Carrera, Carrera S. Na konci roku 2005 Carrera 4 a Carrera 4S s pohonem všech kol. V roce 2006 se začal prodávat Turbo a GT3 (GT3 i GT3 RS). GT2 se začalo prodávat až v roce 2007, tedy až po dvou letech, kdy se začalo prodávat 997. V roce 2009 proběhl facelift a GT2 RS tak nahradil GT2.

## Modely
- Carrera
- Carrera S
- Carrera Cabriolet
- Carrera S Cabriolet
- Carrera 4
- Carrera 4S
- Carrera 4 Cabriolet
- Carrera 4S Cabriolet
- Targa 4
- Targa 4S
- Turbo
- Turbo Cabriolet
- Turbo S (až po faceliftu)
- Turbo S Cabriolet (až po faceliftu)
- GT3
- GT3 RS
- GT2 (jen do faceliftu)
- GT2 RS (až po faceliftu)

## Galerie

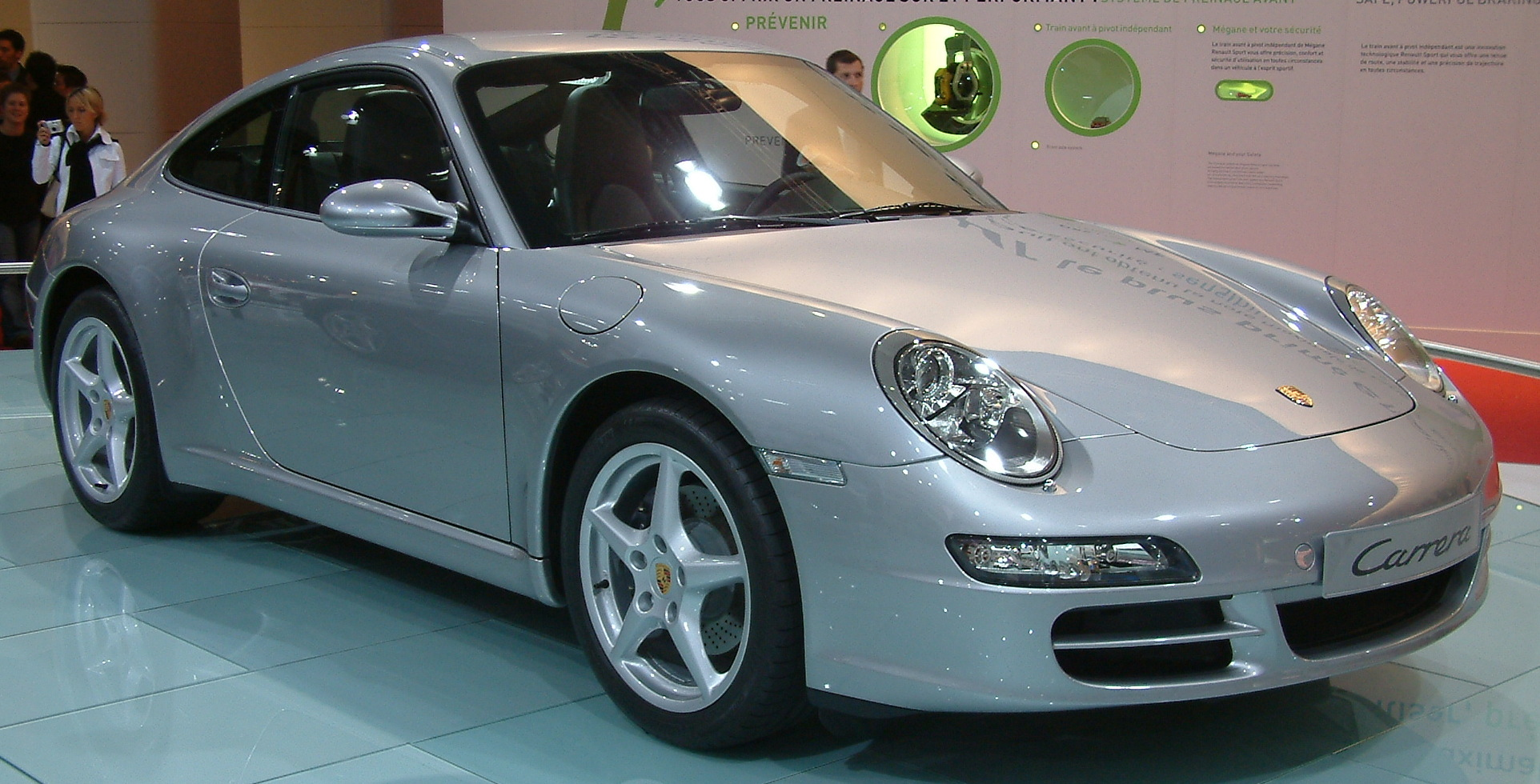
Porsche 911 Carrera
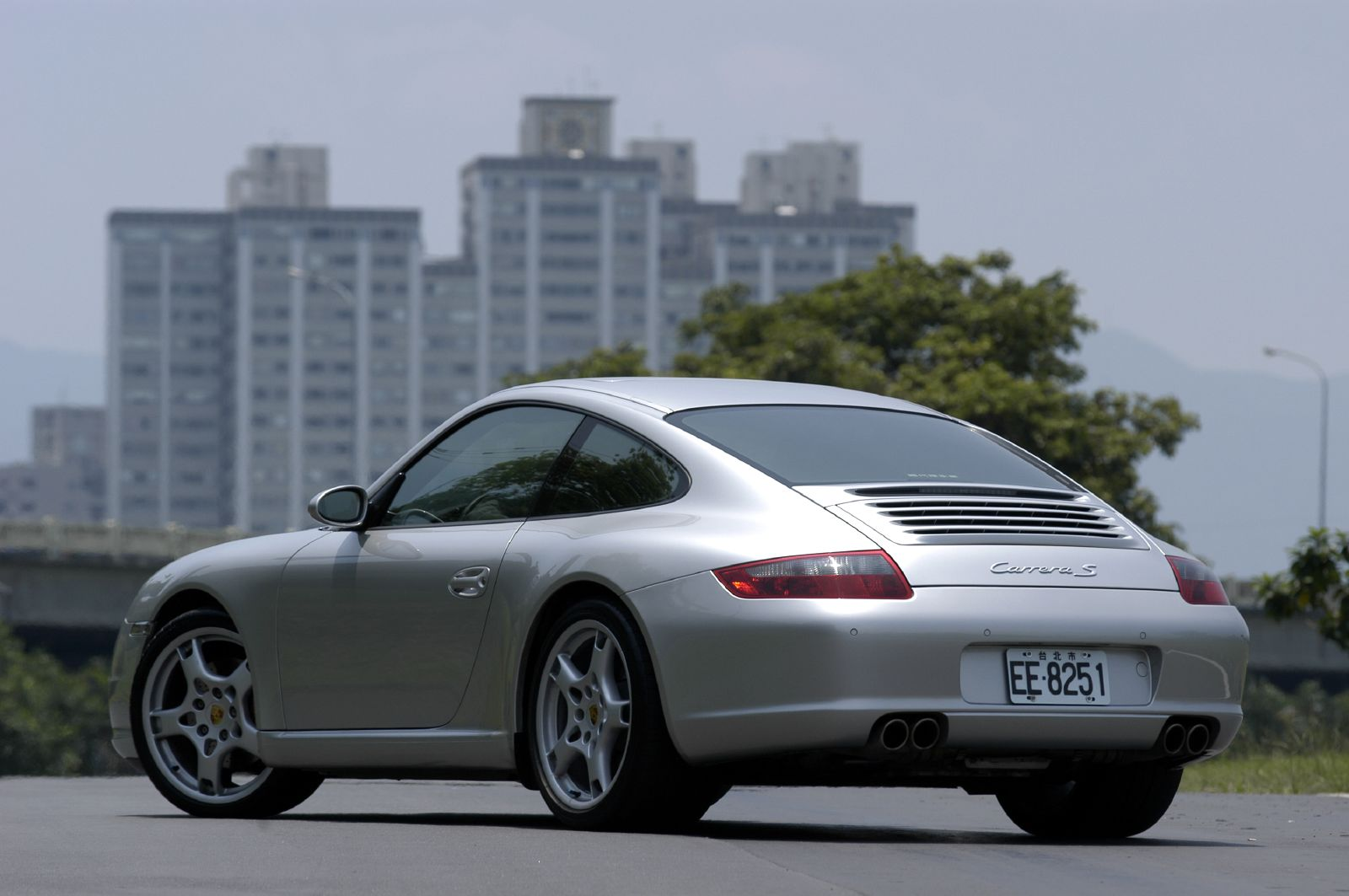
Porsche 911 Carrera S
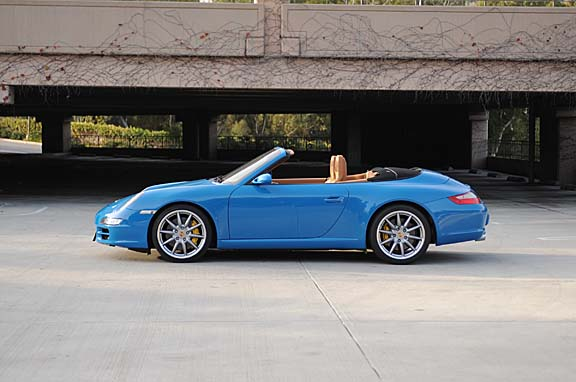
Porsche 911 Carrera S Cabriolet
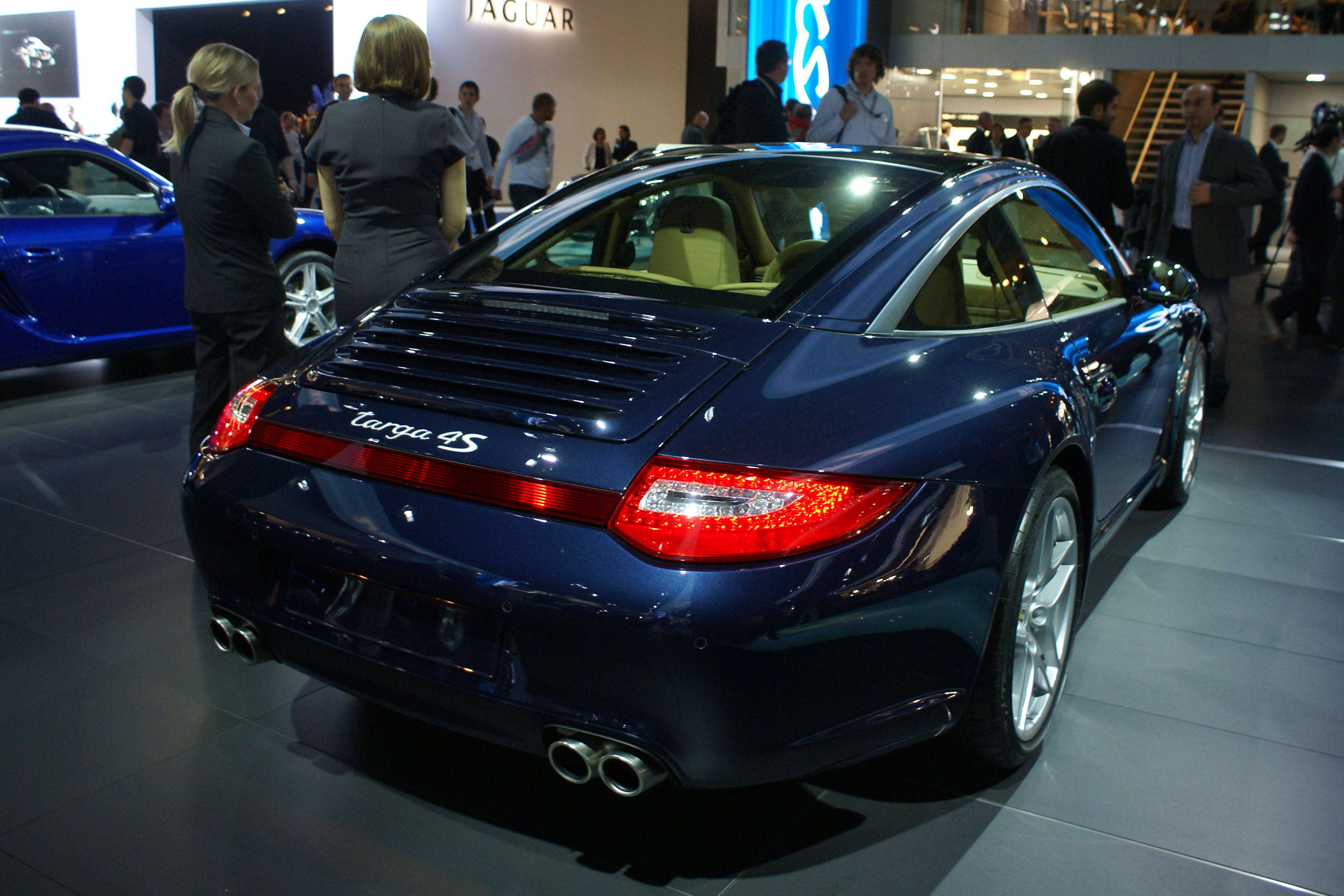
Porsche 911 Targa 4S
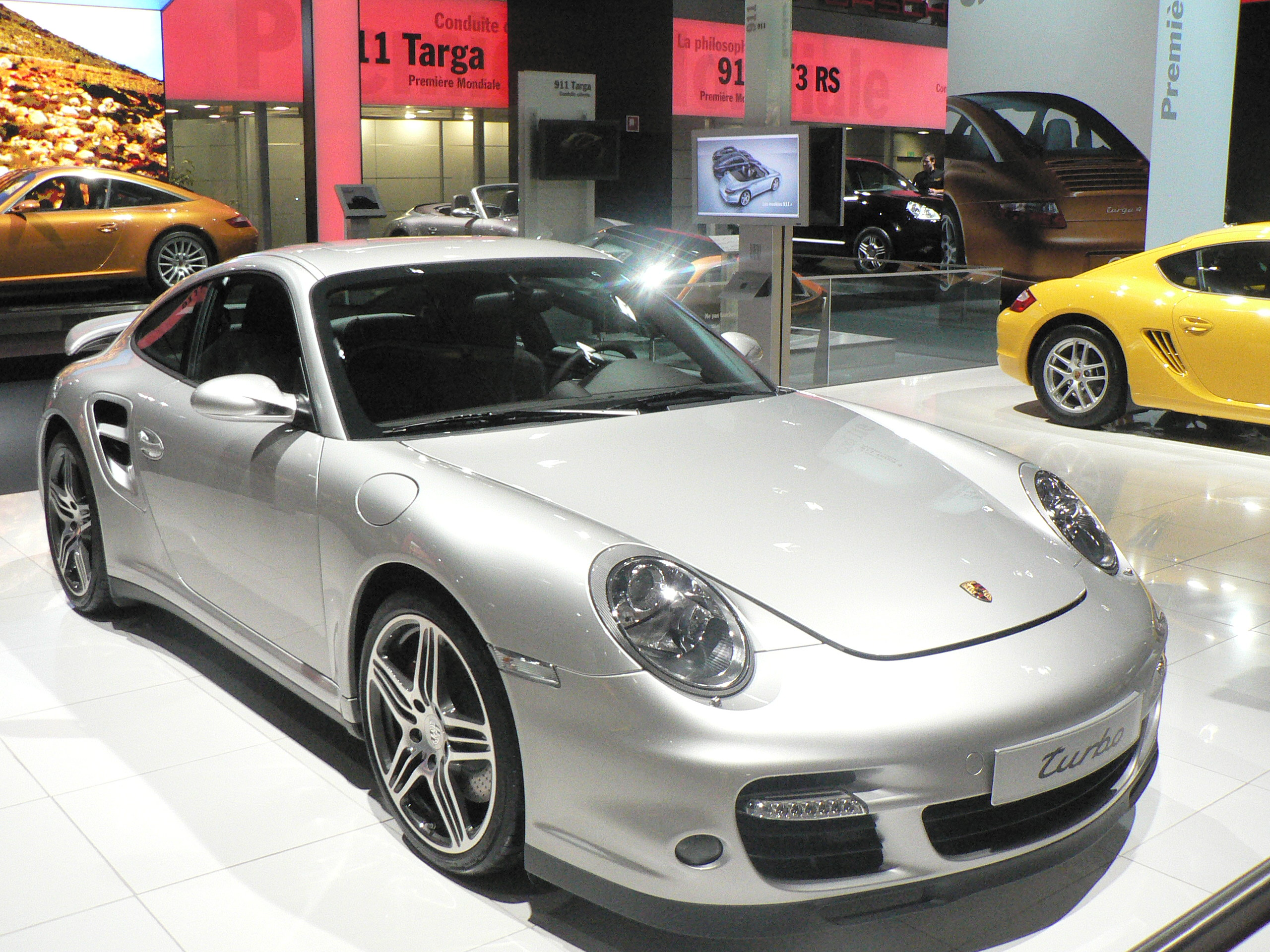
Porsche 911 Turbo
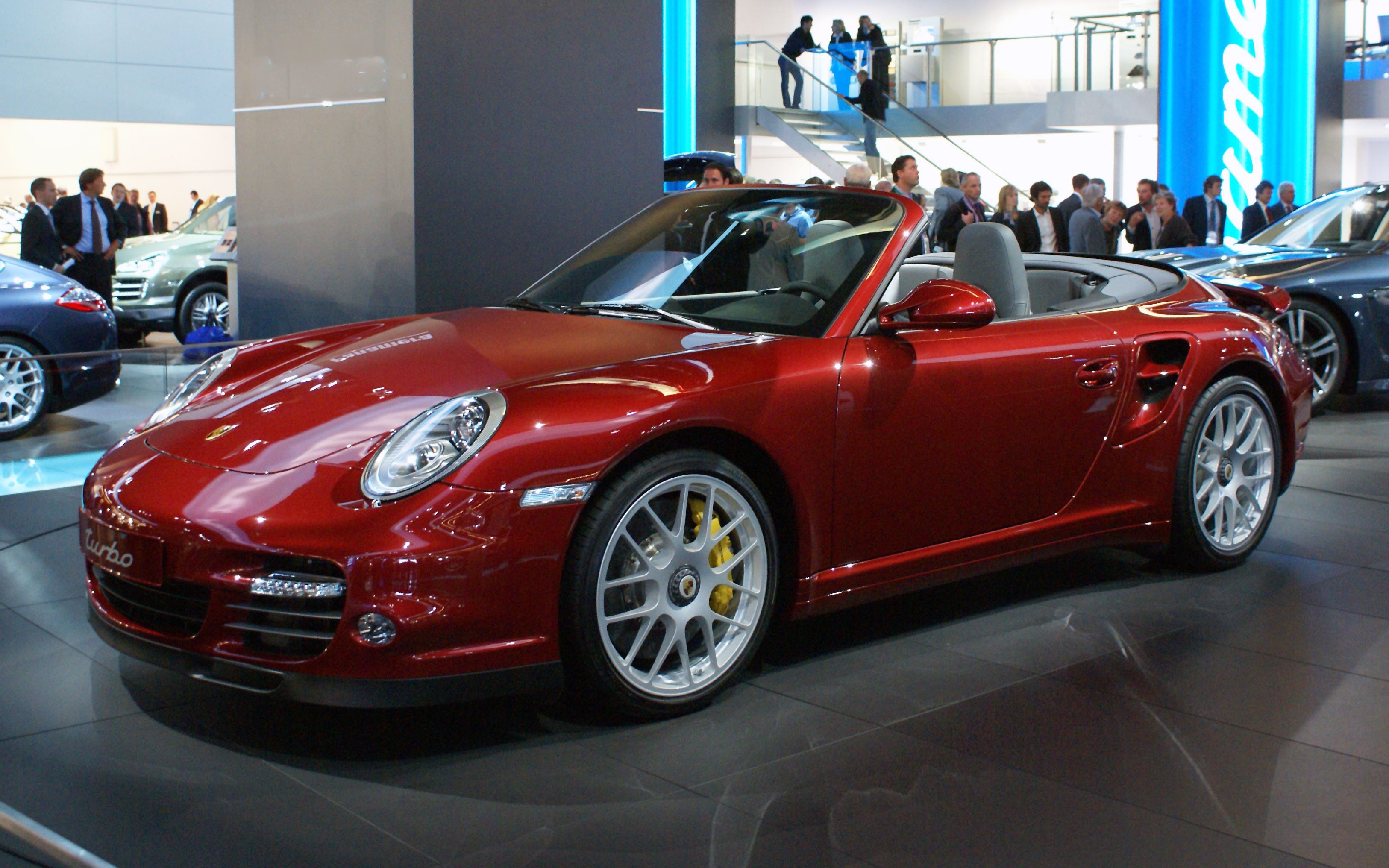
Porsche 911 Turbo Cabriolet
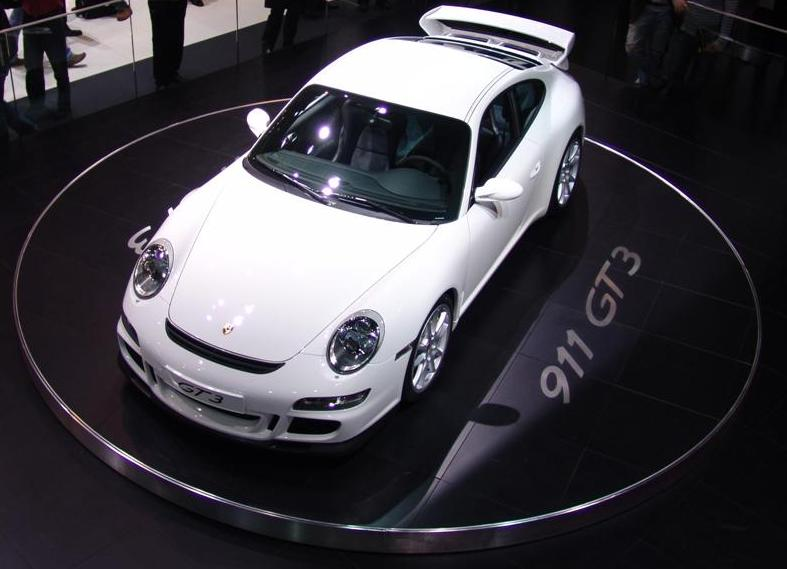
Porsche 911 GT3
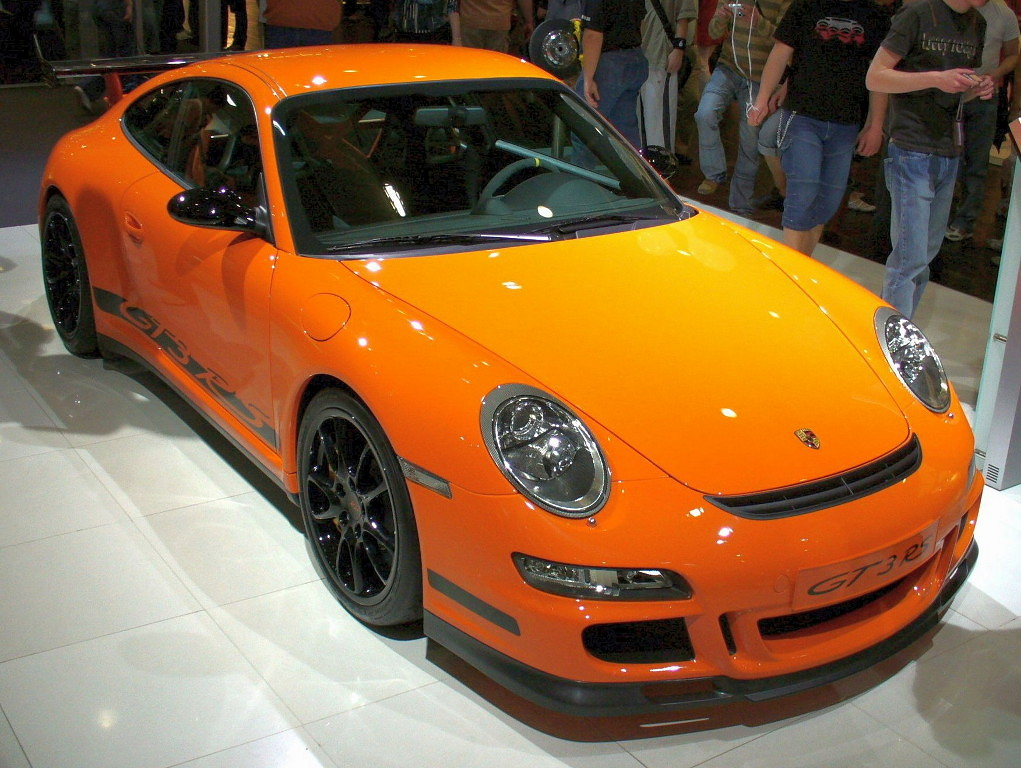
Porsche 911 GT3 RS
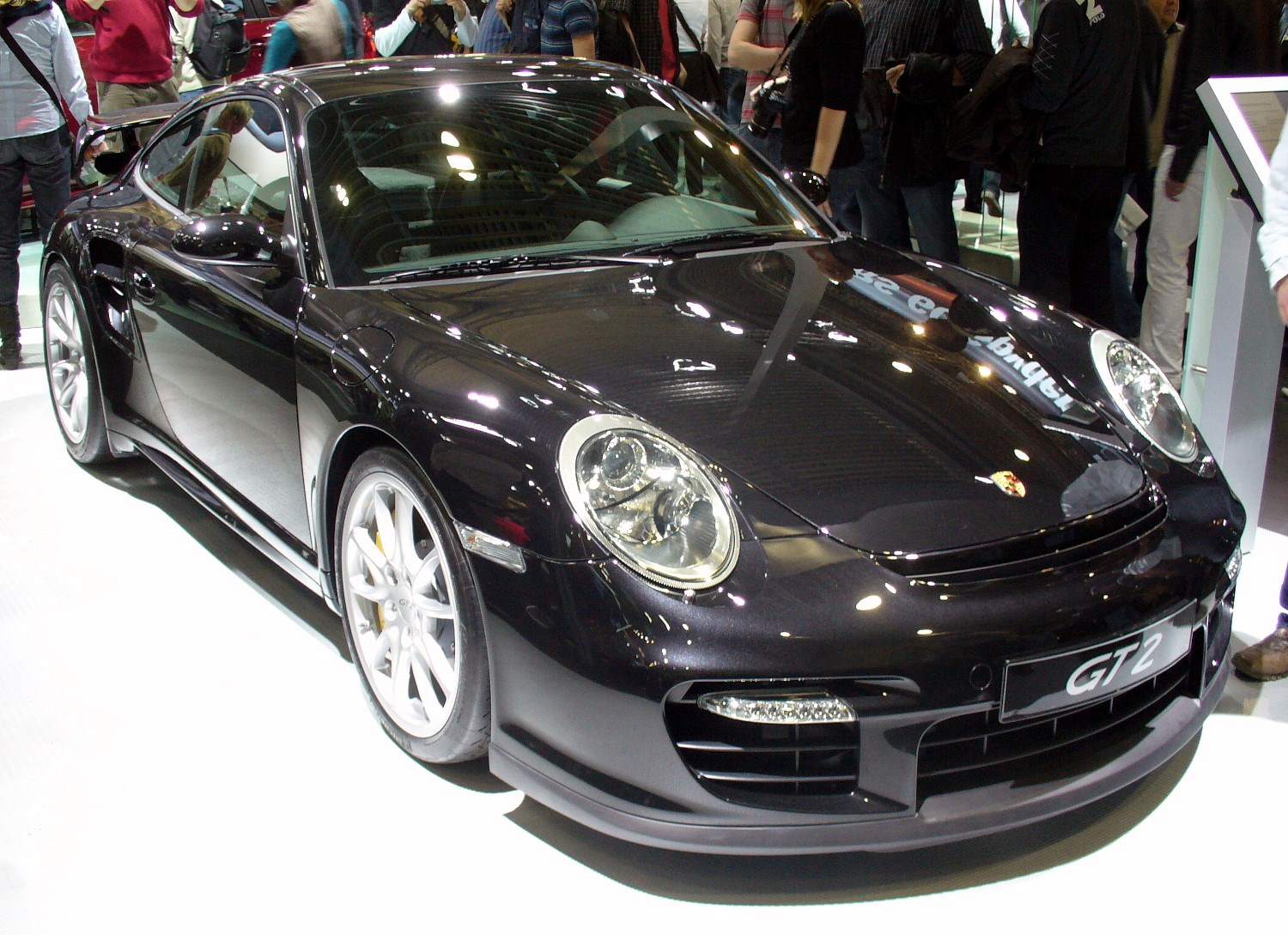
Porsche 911 GT2